# ماهیچه مایل پایینی
ماهیچه مایل پایینی (انگلیسی: Inferior oblique muscle) از ماهیچه‌های ناحیه چشم است.
عضلهٔ مایل پایینی، قرنیه را به طرف بالا و خارج می‌کشد و کره چشم را به طرف گیجگاه می‌پیچاند (حول محور افقی جلو به عقب).

## نگارخانه

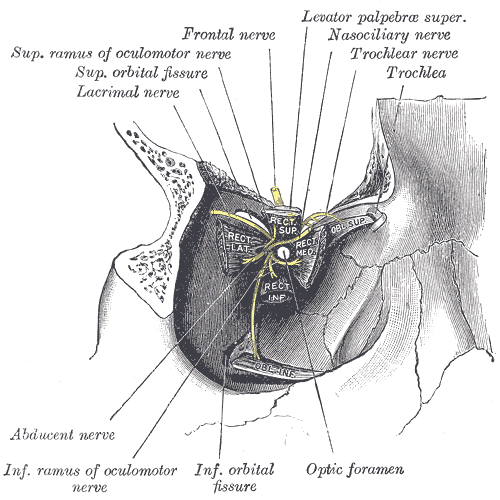
Dissection showing origins of right ocular muscles, and nerves entering by the superior orbital fissure.
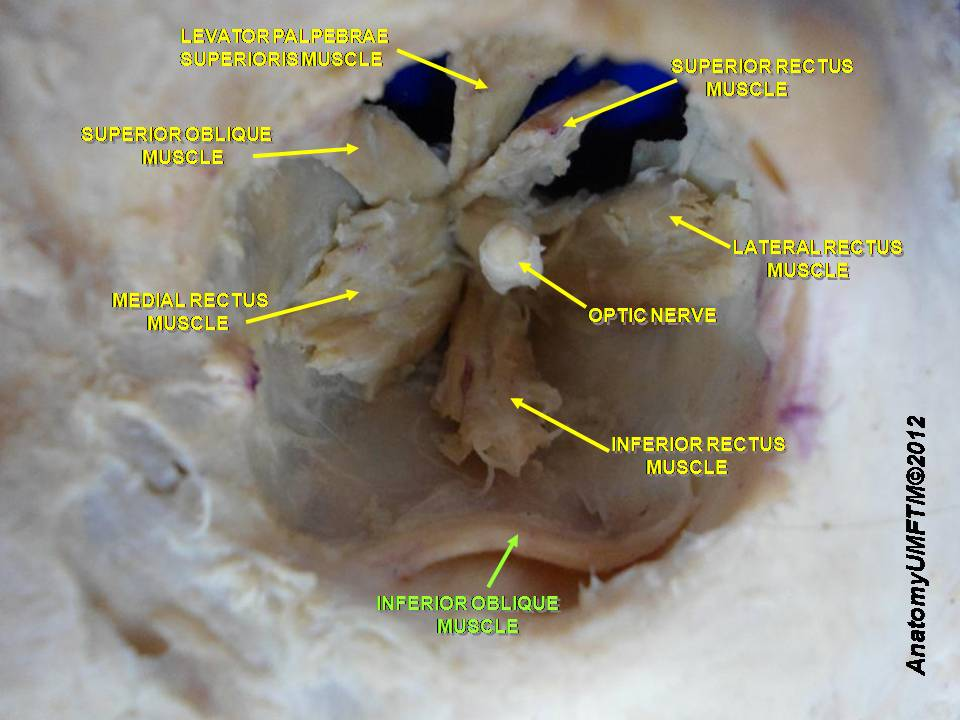
Inferior oblique muscle
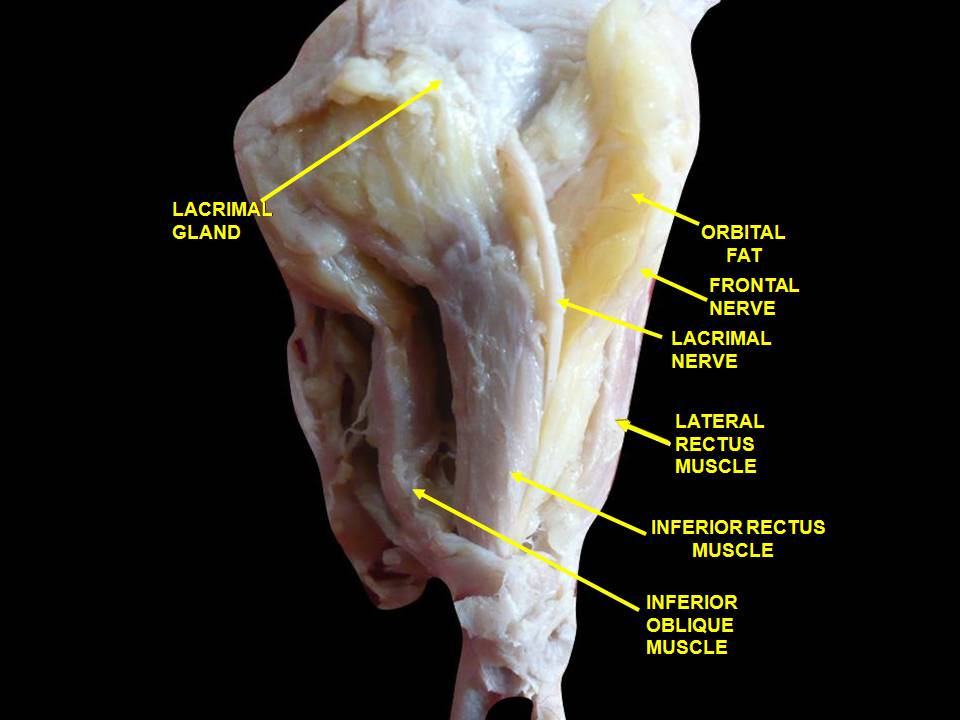
Extrinsic eye muscle. Nerves of orbita. Deep dissection.
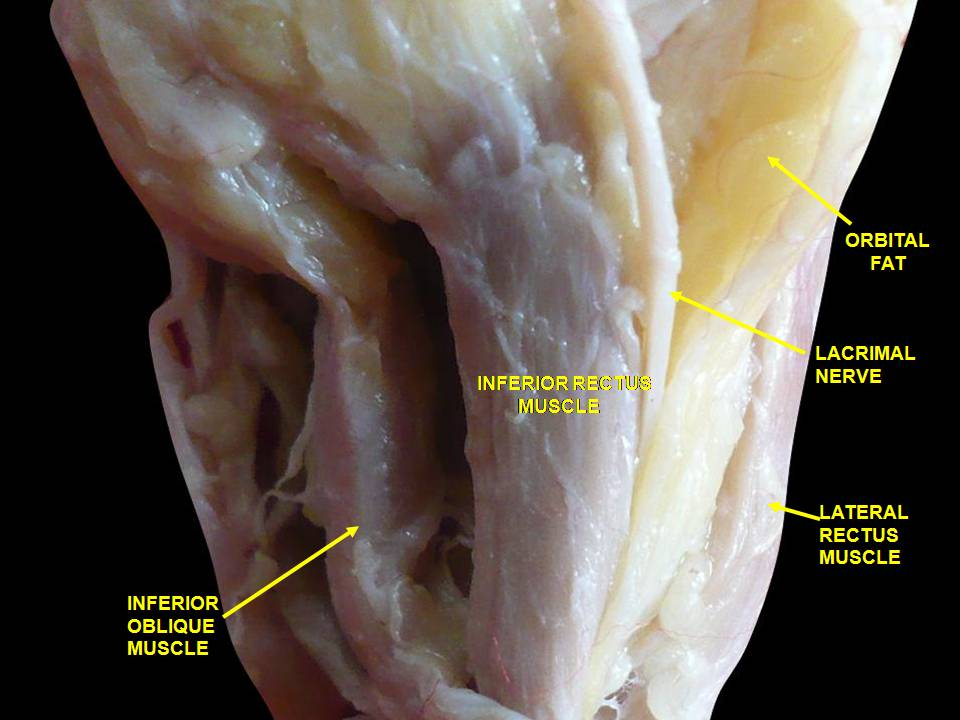
Extrinsic eye muscle. Nerves of orbita. Deep dissection.